# Gare de Yufuin
La gare de Yufuin (由布院駅, Yufuin-eki) est une gare ferroviaire de la ville de Yufu, dans la préfecture d'Ōita au Japon. Elle est exploitée par la JR Kyushu.

## Situation ferroviaire
La gare de Yufuin est située au point kilométrique (PK) 99,1 de la ligne principale Kyūdai.

## Histoire
La gare a été inaugurée le 29 juillet 1925.

## Service des voyageurs

### Accueil
La gare dispose d'un bâtiment voyageurs, avec guichets, ouvert tous les jours.

### Desserte
- Ligne principale Kyūdai :
  - voies 1 à 3 : direction Hita, Kurume ou Ōita